# Ciclone (torpilleur)
Le Ciclone (fanion « CI ») était un torpilleur italien, navire de tête de la classe Ciclone lancé en 1942 pour la Marine royale italienne (en italien : Regia Marina).

## Construction et mise en service
Le Ciclone est construit par le chantier naval Cantieri Riuniti dell'Adriatico (CRDA) de Trieste en Italie, et mis sur cale le 9 mai 1941. Il est lancé le 1er avril 1942 et est achevé et mis en service le 21 mai 1942. Il est commissionné le même jour dans la Regia Marina.

## Histoire du service
Unité moderne de la classe du même nom, conçue spécifiquement pour escorter les convois sur les dangereuses routes d'Afrique du Nord, le torpilleur Ciclone est entré en service au printemps 1942 et a été employé pour des services d'escorte sur les routes entre l'Italie, la Libye et la Tunisie.
Le 8 octobre 1942, à 14h50, le Ciclone et le torpilleur Castore quittent Tobrouk pour escorter le pétrolier Proserpina jusqu'au Pirée, puis jusqu'à Tarente. Alors qu'ils naviguent à l'ouest de la Crète, les navires sont attaqués sans succès à deux reprises par le sous-marin HMS Traveller : la première fois, à 15h20 le 9, l'unité britannique a lancé trois torpilles sans résultat contre le Proserpina, à la position géographique de 35° 45′ N, 23° 13′ E; la seconde fois, à la même position mais à neuf heures du soir le 9, le Traveller tente sans succès de torpiller le Castore et le Ciclone. Le convoi atteint le Pirée à 6h30 le 10 et Tarente à 21h35 le 12.
Dans la nuit du 25 au 26 octobre, le convoi - le pétrolier Proserpina (transportant 4 553 tonnes de carburant) et les vapeurs Tergestea (transportant 1 000 tonnes de carburant et 1 000 tonnes de munitions) et Dora - que le Ciclone escorte, avec les torpilleurs Lira et Partenope et l'ancien destroyer Calatafimi, de Tarente à Tobrouk, est attaqué par des bombardiers britanniques sans aucun dommage. Entre 0h10 et 0h30 le 26 octobre, le convoi est soumis à un second bombardement par 18 Vickers Wellington du 98e groupe de bombardement (98th Bombardment Group), dont il sort à nouveau indemne. À 15h25, alors que le Proserpina est arrêté pour cause de panne et assisté par le Calatafimi, le convoi - également protégé par une escorte aérienne composée de deux bombardiers Junkers Ju 88, de deux chasseurs Macchi M.C.202 et un chasseur Messerschmitt Bf 109 - qui a continué, est attaqué par huit bombardiers-torpilleurs Bristol Beaufort du 47e Escadron et cinq bombardiers Bristol Blenheim du 15e Escadron de l'Armée de l'air sud-africaine (South African Air Force), escortés par neuf Bristol Beaufighter des Escadrons 252 et 272 (Squadrons 252 et 272). La réaction de l'escorte abat deux avions et en endommage deux autres, après quoi les autres se retirent, Proserpine, leur cible, étant absente. Après des attaques aériennes plus violentes (au cours desquelles trois avions britanniques sont détruits et deux autres endommagés, tandis qu'un Ju 88 est également endommagé) le Proserpina, à 14h30, est touché et coule en flammes à 30 miles par 320° de Tobrouk (le Lira et le Calatafimi sauvent 62 des 77 hommes à bord du pétrolier). Même le reste du convoi n'arrive pas à destination indemne. Vers six heures du soir, les navires sont attaqués par trois Wellington de la 38e escadre et le Tergestea est touché par une torpille et coule à la position géographique de 32° 02′ N, 24° 04′ E après une explosion colossale, entraînant avec lui tout l'équipage de 80 hommes. L'un des trois Wellington est abattu, mais seul le Dora a finalement pu atteindre le port.
Le 26 novembre 1942, le Ciclone, commandé par le capitaine de corvette (Capitano di corvetta) Luigi Di Paola, ainsi que les torpilleurs Ardente et Procione, escortent vers Tunis les paquebots Sant'Antioco et Honestas et le navire à moteur allemand 477 (ce dernier a rejoint le convoi après avoir quitté Trapani), les protégeant des attaques aériennes anglo-américaines continues et intenses qui ont lieu dans la nuit du 26 au 27 novembre: les transports ne sont pas endommagés.
Le 3 janvier 1943, il se trouvait à Palerme lorsque le port est attaqué par cinq " chariots " britanniques, des torpilles à tir lent, qui endommagent gravement le navire à moteur mixte Viminale et coulent le croiseur léger Ulpio Traiano, qui était en cours d'armement; une charge explosive est également placée sous la coque du Ciclone, mais elle est retirée par le Commandant, qui la porte à une centaine de mètres, avant qu'elle n'explose, environ quinze minutes après le retrait.
Le 7 mars 1943, le Ciclone, après avoir quitté Bizerte, où il a partiellement résolu certains problèmes d'avarie - toujours sous le commandement du capitaine de corvette Di Paola - se dirige vers le chantier naval de Trieste pour des travaux d'entretien. En chemin, cependant, il reçoit l'ordre (phonogramme du ministère) de rejoindre, en tête, un convoi qui se dirige toujours vers Bizerte. Il est 11h55 le 7 mars 1943 lorsque deux navires du convoi, l'un après l'autre, ont été soufflés par des mines récemment posées par l'ennemi. Malheureusement, le combustible brûlant qui s'est lentement répandu dans la mer a entouré les pauvres naufragés des navires touchés, ne leur laissant malheureusement aucune échappatoire et rendant impossible toute aide des autres navires qui ne peuvent même pas s'approcher, à cause de l'incendie. Pour rendre la situation encore plus désastreuse, avant que le Ciclone ne soit également touché par les mines, plusieurs formations aéroportées de quadrimoteurs américains sont arrivées, larguant leur charge de bombes et faisant exploser un navire chargé de troupes, y compris des troupes allemandes, dont des Bersaglieri et des soldats du bataillon San Marco. Mais pour sauver l'équipage naufragé, le Ciclone frappe successivement deux mines récemment posées par le mouilleur de mines britannique HMS Abdiel (M39): définitivement hors d'usage, le torpilleur coule quelques heures plus tard, le 8 mars, dans le canal de Sicile, au large du Cap Bon,. Il y a 14 victimes. Le commandant Di Paola, qui ne voulait absolument pas abandonner "son" navire, dangereusement incliné après l'impact de la deuxième mine, est jeté à la mer par le poids des quelques hommes qui se trouvaient encore à bord avec lui: ils sont en fait sept, commandant compris. La première mine fait exploser environ dix-sept mètres de poupe. La suivante a explosé au milieu, endommageant irrémédiablement le vaisseau. Les naufragés du torpilleur Ciclone, après de nombreuses heures de permanence en mer, sont secourus par quelques torpilleurs italiens et amenés à Bizerte, où ils sont restés trois jours avant d'être transférés à Tunis et enfin, après d'autres sept jours, ramenés, par avion, à Palerme ; le jour suivant à Messine et ensuite à Tarente.

### Commandement
Commandants
- Capitaine de corvette (Capitano di corvetta) Luigi Di Paola (né à Torre Annunziata le 6 mars 1909) (mai 1942 - 8 mars 1943)